# Raimon d'Agout
Raimon II d'Agout (1130 – 1203), o Raimond d'Agout o d'Agoult appartenente alla famiglia d'Agoult, fu padre del trovatore Isnart d'Entrevenas.

## Biografia
Sposato con Beatrice de Dia, celebre trobairitz, dal loro matrimonio nacque Isnart d'Entrevenas.
Vassallo del conte di Tolosa Raimondo V, fu un mecenate protettore dei trovatori provenzali, che intratteneva e proteggeva alla sua corte, come con Gaucelm Faidit. La sua liberalità era riconosciuta e in occasione della grandi feste occitane, svoltesi a Beaucaire nel 1174, secondo il cronista del tempo Geoffroy du Breuil ricevette 100 000 scudi dal conte di Tolosa che distribuì ad un centinaio di cavalieri.